# Mazrui
La dinastia mazrui (en plural Mazari, en suahili Wamazrui) fou una tribu àrab dels estats del Golf Pèrsic i Àfrica oriental on es van integrar en la població local. Els grups principals són a Abu Dhabi, Dubai, Xarjah i a diversos llocs d'Oman, sobretot a al-Alaya. A l'Àfrica oriental (a la costa de Kenya i l'illa de Pemba) s'esmenten 14 famílies d'origen mazrui, descendents de 3 clans que hi van emigrar entre 1698 i 1800. La família més important fou la dels governadors de Mombasa (liwali, de l'àrab al-wali), entre 1698 i 1837. L'any 1837 fins a 25 membres de la família foren desterrats a Bandar Abbas per Sayyid Said d'Oman i molts van morir misteriosament en el viatge i altres a la presó. També van ser governadors a Takaungu i a Gazi a l'illa de Pemba.

## Història

### Nasur ibn Abd Allah
Nasur ibn Abd Allah fou nomenat liwali l'any 1696, durant el setge de Mombasa, amb la missió de supervisar les terres entre Ras Ngomeni (al nord de Malindi) i la ciutat de Panagani al riu Ruvu. Després de guanyar en el setge el desembre de 1698, el seu nomenament fou contestat pels suahilis, que s'havien aliat amb els omanites i ara no els volien també com ocupants. Els suahilis de Sese Rumbe van lluitar contra els omanites, però finalment Nasur va poder continuar al càrrec casant-se amb una filla de Shaykh ibn Ahmad al-Malindi, de la dinastia que els portuguesos havien posat al tron de Mombasa el 1592. Va fer front a dues expedicions portugueses i va morir l'any 1727 en una visita a Oman.

### Ocupació portuguesa, guerra civil i assassinat del liwali
Nasur va designar al seu germà Uthman com al seu hereu al tron, però poc després hi va haver una breu ocupació portuguesa del 16 de març del 1728 al 26 de novembre de 1729. Després de la seva retirada, dos governadors fora de la família van usurpar el càrrec; Muhammad ben Said al-Ma'amri va ser el governador durant els següents dos anys, però va ser destituït i Salih ibn Muhammad al-Hadrami va ser deposat per causar una guerra civil l'any 1739. Muhammad ibn Uthman va ser proclamat liwali aquest any i fou ben acollit per la població.
Quan la dinastia iarubita d'Oman va ser deposada l'any 1742, Uthman va parar de pagar tributs a Zanzíbar. Se li atribueix la frase «l'imam ha usurpat Oman i jo he usurpat Mombasa». Uthman va morir quatre anys després a mans de sicaris pagats per Amad ibn Said, l'imam d'Oman, amb el suport de la facció suahili que s'havia oposat a Nasur. El cap dels sicaris, Sayf ibn Khalaf, va ser designat com liwali.

### Ali ibn Uthman i successors
Ali, germà de Muhammad ibn Uthman, fou empresonat després de l'assassinat, però va poder escapar amb el suport dels soldats balutxis de l'imam que eren lleials als mazruis. Un vaixell europeu va arribar davant la ciutat, i Ali va aconseguir que bombardegessin el fort de Sayf. Ibn Khalaf fou assassinat, i Ali recuperà el tron. L'imam va voler entronar a Abd Allah ibn Djaid, un parent seu, però va fracassar i Ali va poder regnar com a sultà.
El 1754 Ali estava a punt d'envair Zanzíbar amb 80 vaixells quan el seu nebot, anomenat Khalaf, el va apunyalar a l'esquena. No se sap si pretenia succeir al seu oncle o estava boig, el que se sap és que un parent, Masud, fou proclamat liwali i va retornar amb la flota cap a Mombasa, i va prohibir que s'envaís Zanzíbar. Sota el seu regnat va enviar soldats a Pate per ajudar al sobirà local contra els Al-Bu Said. El 1776 la facció kulifi, enemiga dels mazruis, va demanar a Pate que ataqués Mombasa, però el sultà d'aquest estat s'hi va negar; això va causar una revolta a Pate contra el sultà Bwana Mkuu ibn Shehe, i fou assassinat. El príncep mazrui Khalaf va morir protegint al sultà.
Masud va morir el 1779 i onze fills dels anteriors liwalis van reclamar el tron, però finalment van acordar nomenar a Abd Allah ibn Muhammad, qui va morir l'any 1792 i va ser succeït pel seu germà, Ahmad ibn Muhammad.

### Ahmad ibn Muhammad
Ahmad enfrontar-se a una rebel·lió a Tanga poc després del seu ascens al tron. Va envair amb Pate a Lamu, però fou derrotat a Shela l'any 1811, ell morint poc després. El va succeir el seu fill Abd Allah ibn Ahmad.

### Abd Allah ibn Ahmad
El 1821 Abd Allah va enviar a Sàyyid Said ibn Sultan d'Oman uns regals, donant per fer la seva independència, que ell va creure que implicaven un desafiament a anar a combatre'l; l'any 1822 Hamd ibn Ahmed, oncle de Said, va envair Mombasa amb 4.000 homes i 30 vaixells; va derrotar Mbarak, fill d'Abd Allah, a l'Arxipèlag de Lamu i el va ocupar, i va ocupar també Pate, i a continuació va envair Pemba, que va caure en pocs dies de combats.

### Sulayman ibn Ali
Abd Allah va morir de decepció l'any 1823 i el va succeir el seu oncle Sulayman ibn Ali, que va enviar a Bombai una petició de protecció. Abans d'arribar la resposta, casualment, va arribar una petició britànica per comprar ramats a Mombasa; ningú va saber llegir el missatge britànic i es va malinterpretar com una contesta afirmativa al protectorat i el mazrui va hissar la bandera del Regne Unit. El 3 de desembre de 1823 la nau Barracouta va arribar a Mombasa amb la missió de vigilar l'oceà Índic, i no va veure cap necessitat d'ocupar Mombasa perquè no oferia cap avantatge estratègic. El 7 de febrer de 1824 el capità William Owen va arribar a Mombasa quan una flota omanita estava bombardejant el fort, i com que tenia un gran interès per la lluita contra el tràfic d'esclaus i pensava que Mombasa podia ser una bona base contra els traficants, va acceptar protegir Mombasa dos dies després: el sultanat esdevindria hereditari, el Regne Unit retornaria al sultanat els territoris arravatats pels omanites, un oficial s'establiria a Mombasa, els drets de duana serien repartits, els britànics tindrien llibertat de comerç i quedaria prohibit el tràfic d'esclaus. Abd Allah ibn Sulaym, el general omanita que bombardejava la ciutat, va decidir retornar i esperar la resposta oficial britànica que es va enviar el 25 de juliol de 1826 i no va arribar fins a l'octubre de 1826. Ell va refusar el protectorat i va ordenar-ne la retirada, pocs mesos després que Sulayman fos deposat per Salim ibn Ahmad.

### Salim ibn Ahmad
Poc després de l'ascens de Salim al tron, Sayyid Said ibn Sultan d'Oman va reunir una nova flota per enviar a Mombasa i va enviar un ultimàtum: o s'entregaria la fortalesa de Fort Jesús, on s'instal·laria una guarnició omanita i el liwali podria viure allí amb la seva família; o es bombardejaria la ciutat sencera sense pietat. Salim va acceptar i la guarnició omanita es va instal·lar al fort, el seu comandament sent confiat a Nasur ibn Sulayman al-Ismaili, que havia estat abans liwali de Pemba. La sobirania era de Sayyid Said, però el liwali era dels mazrui de manera hereditària, i els drets de duana sobre els béns comerciats a Mombasa es van repartir. Aviat al-Ismaili es va enemistar a la població i als mazruis. Salim va demanar ajuda a Sayyid Said, i al-Ismaili va exigir la rendició de la ciutat sota pena de guerra. Salim ibn Ahmad, el liwali, el va assetjar a la fortalesa i el va rendir per fam. Salim va retornar la fortalesa a uns altres delegats omanites, però Sayyid Said va quedar descontent i l'any 1829 es va presentar a Mombasa amb un exèrcit; però van ser derrotats després de sis dies de combats. Salim va fer construir una muralla i el 1832 va intentar recuperar Pemba, però l'exèrcit enviat era insuficient i fou derrotat. El 1833 va esclatar la guerra entre Siu i Pate i Salim va donar suport als enemics dels Al-Bu Said. En el viatge de retorn de Zanzíbar a Oman, Sayyid Said bombardejar Mombasa, però va causar poc efecte.

### Darrers liwalis
Salim va morir l'any 1835 i el va succeir el seu fill Rashid. L'any 1837 Sayyid Said va tornar de Masqat a Zanzíbar i va aconseguir el suport d'alguns membres de la família Mazrui, siguin dissidents o per suborns. Després va reconèixer a Rashid com a liwali a canvi que se li retornés el fort (negar-se implicava la guerra) i quan el va recuperar va convidar a 25 membres destacats de la família a anar a Zanzíbar, però en realitat els va desterrar a Bandar Abbas.
Mbarak ibn Rashid, fill de Rashid, estava a Gazi i va atacar Takaungu l'any 1850 expulsant a Rashid ibn Khamis al-Mazrui, designat poc abans liwali pel sultà. Oman va enviar forces per a protegir el seu governador i Mbarak va retornar a Gazi. Mbarak va ser perdonat i reconegut com a liwali de Gazi l'any 1860. Els mazrui van governar Takaungu i Gazi fins a l'any 1895.

## Governadors
La llista de liwalis (tots mazruis menys entre 1729 i 1739 i 1746 i 1747) fou:
- 1698 - 1728 Nasur ibn Abd Allah al-Mazrui

(Ocupació portuguesa)
- 1729 - 1730 Muhammad ibn Said al-Ma'amri
- 1730 - 1739 Salih ibn Muhammad al-Hadrami
- 1739 - 1746 Muhammad ibn Uthman al-Mazrui
- 1746 - 1747 Sayf ibn Khalaf
- 1747 - 1755 Ali ben Uthman al-Mazrui
- 1755 - 1779 Masud ibn Naisr al-Mazrui
- 1779 - 1782 Abdallah ibn Muhammad al-Mazrui
- 1782 - 1812 Ahmad ibn Muhammad al-Mazrui
- 1812 - 1823 Abd Allah ibn Ahmad al-Mazrui
- 1823 - 1826 Sulayman ibn Ali al-Mazrui
- 1826 - 1835 Salim ibn Ahmad al-Mazrui
- 1835 - 1836 Nasur ibn Ahmad al-Mazrui
- 1836 - 1837 Rashid ibn Salim al-Mazrui
- 1837 - 1837 Khamis ibn Rashid al-Mazrui